# Eparchia Newton
Eparchia Newton (ang. Eparchy of Newton, łac. Eparchia Neotoniensis Graecorum Melkitarum) – eparchia Kościoła melchickiego, obejmująca wszystkie parafie tego Kościoła działające w Stanach Zjednoczonych. Administratura powstała w 1966 jako egzarchat patriarszy Stanów Zjednoczonych Ameryki. Status eparchii i obecna nazwa zostały jej nadane w 1976 roku.
Siedzibą eparchii jest Boston. Nazwa Newton została zaczerpnięta od dzielnicy tego miasta, gdzie początkowo mieściły się kuria i rezydencja eparchy. Około roku 2000 zostały one przeniesione do dzielnicy West Roxbury, jednak nazwa pozostała bez zmian. Z kolei katedra zlokalizowana jest od początku w dzielnicy Roslindale. 

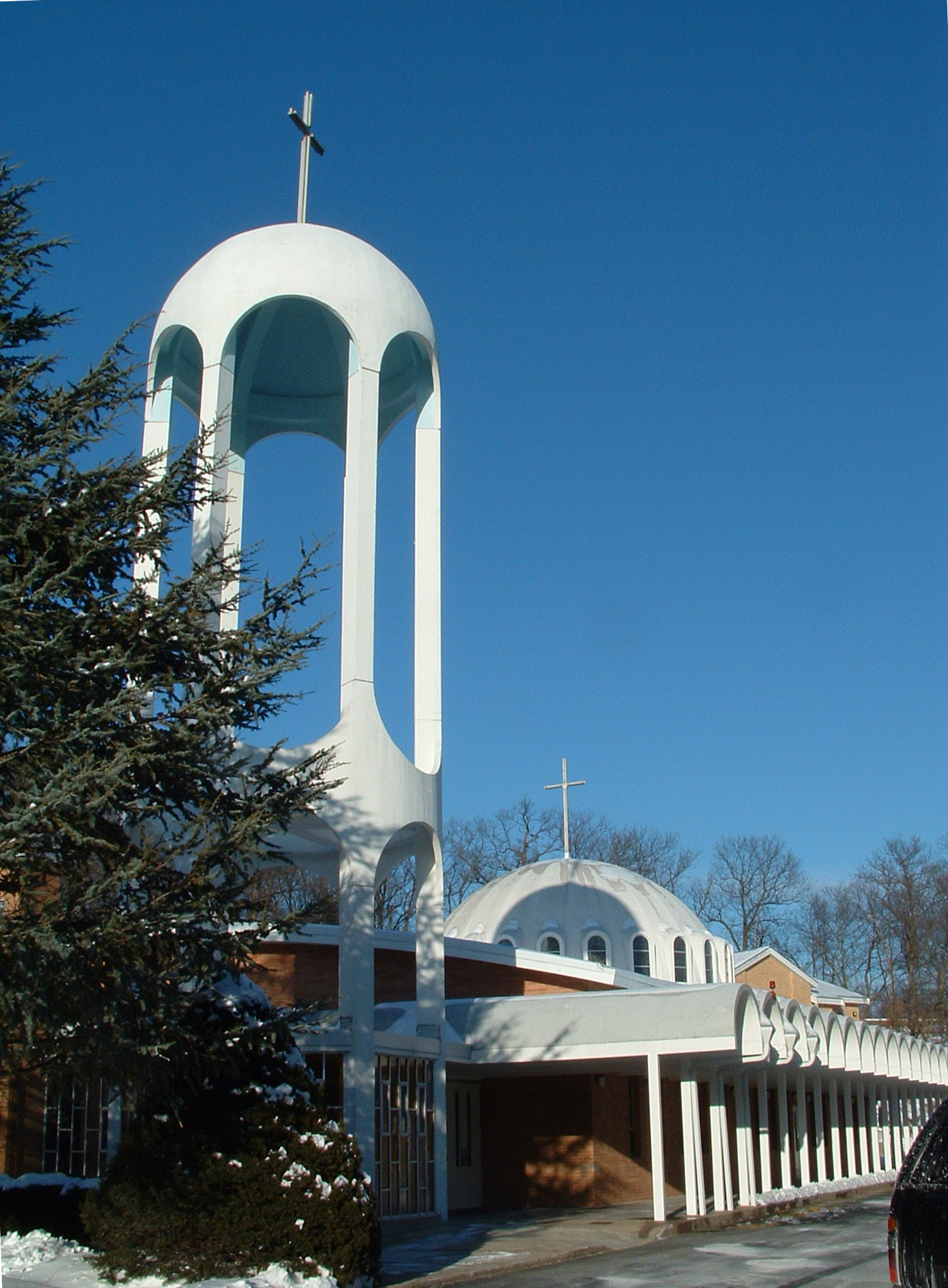
Katedra eparchii